# موتور یونیورسال

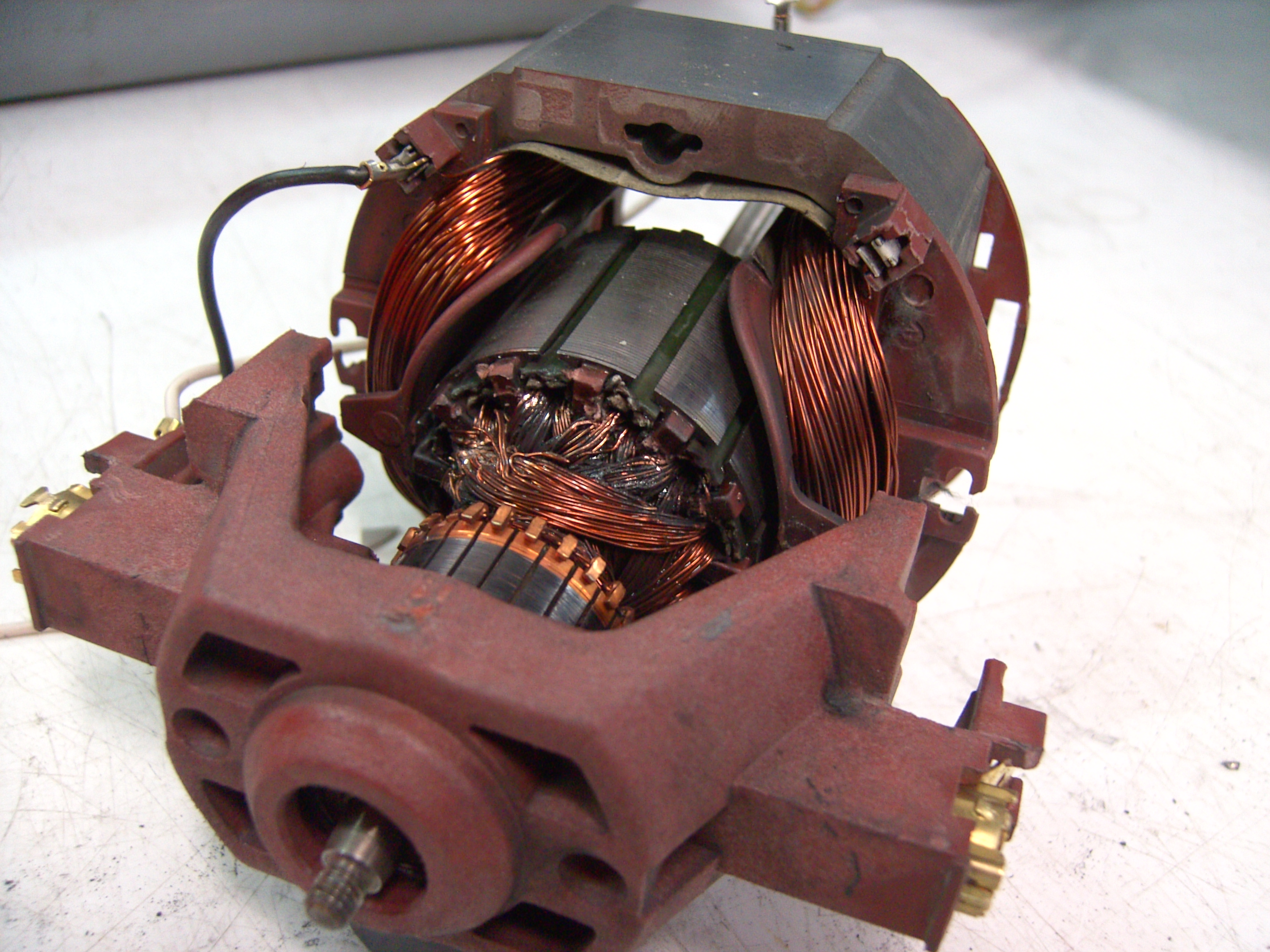
موتور یونیورسال کم‌هزینهٔ یک جاروبرقی. سیم‌پیچ‌های آن از سیم مسی هستند. هسته آهنی روتور و استاتور خاکستری است. قطعه بزرگ قهوه ای پلاستیکی جاروبک‌ها و یاتاقان موتور را پشتیبانی می‌کند.

موتور یونیوِرسال، یک نوع موتور الکتریکی است که هم با جریان متناوب (AC) و هم با جریان مستقیم (DC) کار می‌کند. به همین دلیل به آن یونیورسال، به معنیِ «جهانی»، می‌گویند. 

این موتور، در اصل یک موتور خودتحریک (self-excited) جریان مستقیم با سیم‌پیچ سری است که سیم‌پیچ استاتور به‌صورت سری به سیم‌پیچ روتور و به کُموتاتور وصل شده‌است. موتور یونیورسال در ساختار شبیه موتور سری جریان مستقیم است ولی به تغییرات اندکی نیاز دارد تا بتواند با منبع تغذیه جریان متناوب به خوبی کار کند. این موتور می‌تواند به خوبی با جریان متناوب کار کند زیرا جهت جریان میدان و جهت جریان آرمیچر هم‌زمان با منبع تغییر پیدا می‌کند. در نتیجه گشتاور خالصی در یک جهت تولید می‌شود. این جهت با توجه به قطعات کموتاتور و قطب‌های هسته اصلی مشخص می‌شود.
موتورهای یونیورسال گشتاور اولیه نسبتاً بالایی دارند که می‌تواند در سرعت بالا شروع به کار کند. وزن کمی دارند و نیز جمع‌وجور هستند. از آن‌ها اکثراً در ابزار برقی قابل حمل مانند دریل، یا لوازم برقی خانگی مانند جاروبرقی، مخلوط‌کن و ...  استفاده می‌شود. همچنین کنترل دور آن‌ها در مقایسه با سایر موتورها راحت‌تر است، مثلاً با تغییر ولتاژ ورودی آن‌ها میتوان به راحتی دور را کنترل کرد. 
موتور یونیورسال به علت داشتن کموتاتور که جاروبک‌های زغالی دارد اغلب برای استفاده مداوم و بدون توقف به کار برده نمی‌شود.

## خواص

سیم‌پیچ میدان موتور یونیورسال با سیم‌پیچ روتور و کموتاتور به صورت سری بسته می‌شوند.

مدار معادل

موتورهای جریان مستقیم معمولاً وقتی به منبع جریان متناوب وصل می‌شوند خوب کار نمی‌کنند. اگر یک موتور سری جریان مستقیم به منبع جریان متناوب وصل شود خیلی ضعیف کار می‌کند. موتور یونیورسال تغییراتی کرده‌است تا بتواند به خوبی با منبع جریان متناوب کار کند. استفاده از سیم‌پیچی جبران‌کننده که اغلب اضافه می‌شود به همراه لایه لایه ساختن قطب‌ها بر خلاف قطب‌های یکپارچه در موتورهای جریان مستقیم. یک آرمیچر موتور یونیورسال نسبت به موتور جریان مستقیم اغلب بیشتر سیم‌پیچ و صفحات در داخل خود دارد. در  نتیجه کمتر سیم‌پیچی به ازای هر سیم‌پیچی خواهیم داشت که باعث کم شدن اندوکتانس موتور می‌شود.

### بهره‌وری
حتی وقتی برای موتور یونیورسال از منبع متناوب استفاده کنیم، این موتور می‌تواند با سرعتی بیشتر از فرکانس منبع تغذیه بچرخد و چون اغلب مشخصه‌های موتور با سرعت بهتر می‌شوند در نتیجه موتورهایی با وزن کم و قدرتمند خواهیم داشت. به هر حال موتورهای یونیورسال معمولاً ناکار آمد هستند؛ حدود ۳۰ درصد موتورهای با سایز کوچک و ۷۰–۷۵ درصد موتورهای سایز بزرگ.

### مشخصهٔ گشتاور-سرعت
موتور سری با افزایش بار کند می‌شود؛ جریان افزایش می‌یابد و گشتاور متناسب با مربع جریان افزایش می‌یابد تا وقتی که جریان یکسانی در آرمیچر و سیم بندی جبران‌کننده جاری شود. اگر موتور بی‌بار باشد، جریان تنها با مقاومت کل سیم‌پیچ‌ها محدود می‌شود و گشتاور می‌تواند بسیار زیاد شود و خطر داغ‌شدن بیش از حد سیم‌پیچ‌ها وجود دارد. ضد نیروی محرکه الکتریکی به مقاومت آرماتور کمک می‌کند تا جریان وارده به آرمیچر را محدود کند. وقتی که ولتاژ برای اولین بار به موتور اعمال می‌شود آرمیچر نمی‌چرخد. در آن لحظه نیروی ضد محرکه موتور صفر است و تنها عامل محدودکننده جریان آرمیچر مقاومت آرمیچر است. معمولاً مقاومت آرمیچر کم است در نتیجه جریانی که از آرمیچر می‌گذرد وقتی قدرت اعمال شود بسیار زیاد خواهد بود. به همین دلیل نیاز بیشتری به مقاومتی اضافی در لحظه راه اندازی تا وقتی که موتور به نیروی ضد محرکه خود برسد دارد. همین‌طور که سرعت موتور در حال زیاد شدن است مقاومت اضافی در حال کم شدن است. مشخصه سرعت-گشتاور تقریباً یک خط صاف بین سرعت بی‌باری و تمام‌گشتاور است. این برای بارهای با اینرسی بسیار بالا هم مناسب است همین‌طور که سرعت افزایش پیدا کند تا وقتی که موتور حداکثر گشتاور خود برسد.
وقتی سرعت در حال افزایش است اندوکتانس روتور یعنی نقطه ایده‌آل عمل کموتاسیون عوض می‌شود. موتورهای کوچک اکثراً کموتاسیون ثابت دارند در حالی که بعضی از موتورهای یونیورسال بزرگتر به ندرت کموتاسیون چرخشی دارند. در عوض موتورهای بزرگ یونیورسال اغلب دارای دو سیم‌پیچ جبران‌کننده هستند که در ۹۰ درجه الکتریکی محور اصلی قرار می‌گیرد. این راکتانس آرمیچر را کاهش می‌دهد و کموتاسیون را بهبود می‌بخشد.
یک از خوبی‌های داشتن سیم‌پیچی سری با سیم‌پیچی آرمیچر این است که وقتی سرعت افزایش پیدا می‌کند نیروی ضد محرکه به صورت طبیعی ولتاژ و جریانی که از سیم‌پیچی می‌گذرد را کاهش می‌دهد؛ و این یک اثر تضعیف‌کننده در سرعت‌های بالا است . این به معنای آن است که از لحاظ تئوری ماکسیمم سرعتی به ازای یک ولتاژ ورودی نداریم. موتورهای یونیورسال می‌توانند در سرعت‌های بالا راه اندازی شوند، حدود ۴۰۰۰ تا ۱۶۰۰۰۰ RPM و می‌توانند حتی به ۲۰۰۰۰ تا هم برسند. بر خلاف این، موتورهای جریان متناوب سنکرون نمی‌توانند بیشتر از مقداری که فرکانس برق ورودی اجازه می‌دهد شفت را بچرخانند. در کشورهایی با برق ۶۰hz، این سرعت در 3600 RPM محدود شده‌است.
خرابی موتور ممکن است بر اثر کار کردن بیشتر از سرعت نامی رخ دهد وقتی که موتور به بار قابل توجهی وصل نباشد. در موتورهای بزرگ، کم‌کردن ناگهانی بار نهی شده‌است. در کاربردهای کوچکتر، یک فن که به شفت متصل شده‌است اغلب به عنوان یک بار مصنوعی عمل می‌کند تا سرعت موتور را محدود کند، و همزمان باعث عبور جریان هوای خنک بدور آرمیچر می‌شود. اگر هیچ بار مکانیکی محدودکننده‌ای بر روی موتور یونیورسال نباشد می‌تواند منجر به فرار موتور و عدم کنترل موتور شود همان‌طور که برای هر موتور سری ای ممکن است رخ دهد.

### معایب
از معایب این موتورها مشکلات تعمیر و نگهداری و عمر کوتاه ناشی از استهلاک کموتاتور ، و همچنین تداخل الکترومغناطیسی (EMI) به علت جرقه‌زدن است. جاروبک‌های کموتاتور به تعمیر و نگهداری نسبتاً زیادی نیاز دارند؛ به همین دلیل موتورهای یونیورسال برای دستگاه‌هایی مانند میکسر ، دریل ، جارو برقی و وسایلی استفاده می‌شوند که به طور مداوم و در مدت زمان زیاد کار نمیکنند.

### کنترل سرعت
سرعت یک موتور یونیورسال به راحتی به وسیله یک مدار تریستوری کنترل می‌شود.

## تغییرات

### سیم‌پیچ شنت
موتورهای یونیورسال به صورت سری بسته شدند. سیم‌پیچ شانت به صورت آزمایشی در اواخر قرن نوزدهم مورد استفاده قرار گرفت، اما به علت مشکلاتی که از تعویض استفاده می‌شد، عملی نبود. طرح‌های مختلفی از مقاومت جاسازی شده، القایی و اتصال متقابل آنتی فاز به منظور رفع این مشکل به کار گرفته شده‌است. موتورهای یونیورسال، از جمله سیم‌پیچ‌های شانت، در آن زمان به عنوان موتورهای الکتریکی مورد استفاده قرار گرفتند. هنگامی که موتورهای خودالقایی و شروع کننده‌های اتوماتیک در دسترس قرار گرفتند، موتورهای یونیورسال بزرگتر (بالاتر از ۱ اسب بخار) و سیم پیج شانت جایگزین شدند.

### دافعه-شروع
در قدیم شوک اولیه سیم‌پیچی موتور یک گشتاور بسیار زیادی تولید می‌کرده، اما با بیشتر شدن پیچیدگی. روتورهای آن‌ها مشابه موتورهای یونیورسال بودند، اما برسهایشان فقط به یکدیگر متصل بود. کار ترانسفورماتور رساندن جریان به روتور است. موقعیت برس نسبت به قطبهای میدان به این معنی است که گشتاور شروع شده توسط انفجار روتور از قطبهای میدان ساخته شده‌است. مکانیسم گریز از مرکز، هنگامی که به سرعت در حال اجرا است، این است که تمام میله‌های مجاور را به هم متصل کرده تا معادل یک روتور قفس سنجاب ایجاد شود. همچنین، در هنگام سرعت عمل، موتورهای بهتر برس را از تماس خارج می‌کنند.

## کاربردها

### لوازم خانگی
موتورهای یونیورسال اغلب در محدوده کمتر از ۱۰۰۰ وات کار می‌کنند. سرعت بالای آن‌ها را برای لوازم خانگی مانند جاروبرقی و سشوار که در آن سرعت بالا و وزن کم مطلوب است مفید است. آن‌ها معمولاً در ابزارهای قابل حمل قدرتمند مانند دریل، سندر، اره گردبر و عمودبر استفاده می‌شوند.
موتورهای یونیورسال نیاز به کنترل سرعت دارند و به عنوان یک انتخاب ایده‌آل برای ماشین‌های شستشوی خانگی می‌باشند.

### کشش راه‌آهن
موتورهای یونیورسال همچنین اساس موتورهای ریلی در راه‌های ریلی الکتریکی شکل دادند. در این کاربرد استفاده از جریان متناوب برای راه اندازی موتوری که برای کار با ولتاژ جریان مستقیم از اول طراحی شده‌است منجر به کاهش بازده به خاطر اثر گرمایش جریان ادی بر روی قطعات مغناطیسی است. به خصوص که قطعات قطب موتور جریان مستقیم آهنی و یکپارچه است. اگر چه که اثرات گرما با استفاده از ساختار لایه ای برای قطب‌ها کم می‌شود همان‌طور که برای ترانسفورماتورها استفاده می‌شود و همچنین استفاده از ماده مرغوب استیل برای رسانایی بهتر در مغناطیس ولی یکی از راهکارها در اوایل قرن بیستم این بود که موتورها را در با منبع متناوب با فرکانس بسیار پایین راه اندازی کنند. حدود ۲٫۳ هرتز این عمل عمومیت داشت.

### موتور استارتر
استارت موتورهای درون‌سوز معمولاً موتورهای یونیورسال بود با این مزیت که که کوچک بودند با گشتاور بسیار بالا در سرعت پایین. بعضی از استارترها یک آهنربای دایمی داشتند بقیه دارای یکی از ۴ قطب شیار با سیم‌پیچی موازی بودند به جای سیم‌پیچی سری.